# Guia (Pombal)
Guia is een plaats (freguesia) in de Portugese gemeente Pombal en telt 2 726 inwoners (2001).